# 働きアリの法則
- 2-6-2の法則[1]
- 2:6:2の法則[2]
- 262の法則[3][4]

働き蟻の法則 / 働きアリの法則（はたらきあり の ほうそく）とは、働き蟻に関する法則である。パレートの法則（80:20の法則）の亜種で2-6-2の法則ともいう。

## 概要
- 働き蟻のうち、よく働く2割のアリが8割の食料を集めてくる。
- よく働いているアリと、普通に働いている（時々サボっている）アリと、ずっとサボっているアリの割合は、2:6:2になる。
- よく働いているアリ2割を間引くと、残りの8割の中の2割がよく働く蟻になり、全体としてはまた2:6:2の分担になる。
- よく働いているアリだけを集めても、一部がサボり始め、やはり2:6:2に分かれる。
- サボっているアリだけを集めると、一部が働きだし、やはり2:6:2に分かれる。

## 解説
日本の生態学者・長谷川英祐（北海道大学）が社会生物学（進化生態学）の見地から詳しく研究し、一般向けの解説書を出している。それによると、働く蟻と働かない蟻の差は「腰の重さ」、専門的に言うと「反応閾値」によるという。アリの前に仕事が現れた時、まず最も閾値の低い（腰の軽い）アリが働き始め、次の仕事が現れた時には次に閾値の低いアリが働く、という形で、仕事の分担がなされている。仕事が増えたり、最初から働いていたアリが疲れて休むなどして仕事が回ってくると、それまで仕事をしていなかった反応閾値の高い（腰の重い）アリが代わりに働きだす。
一見サボっているように見えるアリの存在が、コロニー (Colony (biology)#Social colonies) の存続に大きな役割を果たしている。仮に全てアリが同じ反応閾値であると、すべてのアリが同時に働き始め、短期的には仕事の能率が上がるが、結果として全てのアリが同時に疲れて休むため、長期的には仕事が滞ってコロニーが存続できなくなることがコンピューターシミュレーション (Computer simulation) の結果から確認されている。閾値が高いアリはほとんど働かないまま一生を終えることもあり得るが、そのようなアリがいる一見非効率なシステムがコロニーの存続には必要である。
ここで言う「アリ」は「ヒト（人間）」に、「アリのコロニー」は「ヒト（人間）の共同体」にたとえられる。ここで言うサボっているのを言いかえれば、予備部隊（交代部隊）や独立要因に当てはまる。ながらく経験則に過ぎなかったが、近年は研究が進んでおり、例えば「働いているアリだけを集めると一部がサボりはじめる」という法則は長谷川らが証明し、2012年に『Journal of Ethology』（日本動物行動学会）に論文として発表された。昆虫の社会を研究することで、生物のシステムにおける共同の起源に迫ることが期待されている。

### フリーライダー（チーター）問題
一方、閾値に関係なく本当に一生ずっと働かないアリもいる。これを、「公共財へのただ乗り」という意味で「フリーライダー（英: free rider）」、または、コミュニティをだまして寄生することから「チートする者（だます者、あざむく者）」という意味で「チーター（英: cheater）」と呼ぶ。
日本の生態学者・辻和希（琉球大学）が三重県紀北町で行ったアリ社会の研究によると、当地にいるアミメアリ（女王蟻がおらず働き蟻が産卵も行なう）のコロニーには、たまに女王蟻のような大きな個体がいることが知られていた。辻は「アミメアリにも条件によっては女王が現れるのだろう」などと考えていたが、DNAの分析結果から、これがアミメアリの通常個体から生まれた女王蟻ではなく、通常個体とは別のDNAを持った、働かずに産卵だけ行うことが遺伝的に決まっている、言うなれば「フリーライダー」であり「チーター」であることが、2009年（平成21年）に判明した。なお、辻は、チーターのことを「（アミメアリの）社会の癌」「（アミメアリの）コロニーという『超個体』に巣食う『感染する社会の癌』」などと呼んでいる。
アミメアリのフリーライダーは、働かずに産卵だけ行い、フリーライダーの子蟻もフリーライダーなので、フリーライダーがいるコロニーはフリーライダーが増えて滅びるが、滅びたコロニーの跡地に新たに健全なコロニーが形成される。フリーライダーは別のコロニーに分散するので、アリの社会全体ではフリーライダーの数が一定に保たれている。フリーライダーの感染力が弱すぎるとフリーライダーは1つのコロニーと一緒に滅びて存在しなくなり、逆にフリーライダーの感染力が強すぎるとアリ世界のすべてのコロニーにフリーライダーが進出してアリが根絶してしまうが、健全なコミュニティが広がるスピードと、チーターが広がるスピードの釣り合いがとれているので、働くアリもフリーライダーアリも根絶せずに存続している。つまり、通常個体とチーターが「共存」することが可能になっている。
長谷川によると、すべてのコロニーにフリーライダーが感染してしまわない理由は、アリの社会が複雑であること、専門的に言うと「構造化されている」ことが理由であるという。
なお、微生物以外の高等生物ではヒトだけに存在すると思われていた「公共財ジレンマ」（フリーライダー問題）がアリ社会にも存在したことは、辻和希（辻瑞樹名義、琉球大学）と土畑重人（琉球大学〈当時〉cf. ）が率いる研究チームが解明し、2013年（平成25年）に論文として発表したものである。論文によると、フリーライダーを養うために働き蟻が産卵を止めて外に出て働き、結果として生存率が低下し、言うなれば「過労死」していたという。フリーライダー（チーター）が進化生物学的にどういう意味があるのか、なぜフリーライダーアリがいるにもかかわらずアミメアリの共同が維持されているのかは現在も研究中。

## 関連文献
- 伊東佳彦「働きアリの法則」『寒地土木研究所月報』第789号、寒地土木研究所、2019年2月12日、2022年7月25日閲覧。

## 関係者
- 木村 和範（きむら かずのり）：経済学者。当該研究分野：農業経済学。
  - “木村 和範”. KAKEN.  文部科学省、日本学術振興会. 2022年7月17日閲覧。
  - “木村 和範”. researchmap.  科学技術振興機構 (JST). 2022年7月17日閲覧。
  - “木村和範”. 日本の研究.com.   株式会社バイオインパクト. 2022年7月17日閲覧。
- 長谷川 英祐（はせがわ えいすけ）：生態学者。当該研究分野：動物生態学、社会生物学（進化生態学）。
  - “長谷川 英祐”. KAKEN.   文部科学省、日本学術振興会. 2022年7月17日閲覧。
  - “長谷川 英祐”. researchmap.   科学技術振興機構 (JST). 2022年7月17日閲覧。
- 辻 瑞樹（つじ みずき）/ 辻 和希（つじ かずき）：生態学者。当該研究分野：動物生態学、社会生物学（進化生態学）。
  - “辻 瑞樹”. KAKEN.   文部科学省、日本学術振興会. 2022年7月17日閲覧。
  - “辻 和希”. researchmap.   科学技術振興機構 (JST). 2022年7月17日閲覧。
- 土畑 重人（どばた しげと）：生態学者。当該研究分野：社会生物学（進化生態学）。
  - “土畑 重人”. KAKEN.   文部科学省、日本学術振興会. 2022年7月17日閲覧。
  - “土畑 重人”. researchmap.   科学技術振興機構 (JST). 2022年7月17日閲覧。
  - “土畑重人”. 日本の研究.com.   株式会社バイオインパクト. 2022年7月17日閲覧。